# Cristina Gutiérrez-Cortines Corral
Cristina Gutiérrez-Cortines Corral, née le 17 décembre 1939 à Madrid, est une femme politique espagnole, membre du Parti populaire.
Elle est députée européenne  de 1999 à 2014.